# Phyllomacromia trifasciata
Phyllomacromia trifasciata là loài chuồn chuồn trong họ Macromiidae. Loài này được Rambur mô tả khoa học đầu tiên năm 1842.